# Palaici

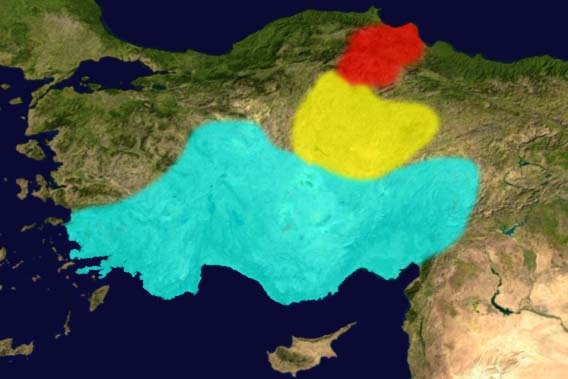
Ubicazione dei Palaici (in rosso) nel II millennio a.C. (in giallo, gli Ittiti; in azzurro, i Luvi)

I Palaici furono un popolo indoeuropeo del gruppo anatolico, stanziato in Anatolia nel II millennio a.C. È il gruppo anatolico del quale si sono conservate le testimonianze linguistiche più antiche.
Il nome 'Palaici' deriva dal modo in cui le fonti cuneiforme ittite di Hattusha indicavano la lingua di queste genti (palaumnili).
Il nome di Palaici designava gli abitanti della città di Pala, nella regione che in seguito sarebbe stata identificata come Paflagonia. Erano stanziati a nord-ovest del fiume Halys (in ittita Marassantiyas, odierno Kızılırmak). Gli elementi linguistici conservati sono tuttavia molto scarsi, e non contengono elementi sufficienti per una precisa ricostruzione del popolo. Persero la loro autonomia intorno al XV secolo a.C. e probabilmente furono assorbiti dall'Impero ittita.